# DFB-Futsal-Cup 2009
Der DFB-Futsal-Cup 2009 war die vierte Auflage des DFB-Futsal-Cups, der deutschen Meisterschaft im Futsal. Die Endrunde fand am 20. und 21. März 2009 in Mülheim an der Ruhr statt. Sieger wurden die Futsal Panthers Köln.

## Teilnehmer
Für den DFB-Futsal-Cup qualifizierten sich die Meister der fünf Regionalverbände des DFB. Dazu kamen drei Vizemeister.
| Platz | Nord              | West                 | Südwest         | Süd                 | Nordost                |
| 1     | VfV 06 Hildesheim | UFC Münster          | SpVgg Ingelheim | TSC Stuttgart       | Futsal Team Neuenhagen |
| 2     | Futsal Hamburg    | Futsal Panthers Köln |                 | Eintracht Frankfurt |                        |

## Spielplan

### Gruppe A
| Pl. | Verein                 | Sp. | S | U | N | Tore    | Diff. | Punkte |
| --- | ---------------------- | --- | - | - | - | ------- | ----- | ------ |
| 1.  | Futsal Panthers Köln   | 3   | 3 | 0 | 0 | 013:700 | +6    | 09     |
| 2.  | VfV 06 Hildesheim      | 3   | 2 | 0 | 1 | 005:400 | +1    | 06     |
| 3.  | TSC Stuttgart          | 3   | 1 | 0 | 2 | 009:120 | −3    | 03     |
| 4.  | Futsal Team Neuenhagen | 3   | 0 | 0 | 3 | 005:900 | −4    | 0      |

|                        | Ergebnis |                        |
| ---------------------- | -------- | ---------------------- |
| VfV 06 Hildesheim      | 0:2      | Futsal Panthers Köln   |
| Futsal Team Neuenhagen | 2:1      | TSC Stuttgart          |
| VfV 06 Hildesheim      | 2:1      | Futsal Team Neuenhagen |
| Futsal Panthers Köln   | 7:5      | TSC Stuttgart          |
| Futsal Panthers Köln   | 4:2      | Futsal Team Neuenhagen |
| TSC Stuttgart          | 1:2      | VfV 06 Hildesheim      |

### Gruppe B
| Pl. | Verein              | Sp. | S | U | N | Tore    | Diff. | Punkte |
| --- | ------------------- | --- | - | - | - | ------- | ----- | ------ |
| 1.  | Eintracht Frankfurt | 3   | 2 | 1 | 0 | 009:200 | +7    | 07     |
| 2.  | UFC Münster         | 3   | 2 | 1 | 0 | 006:200 | +4    | 07     |
| 3.  | SpVgg Ingelheim     | 3   | 1 | 0 | 2 | 003:110 | −8    | 03     |
| 4.  | Futsal Hamburg      | 3   | 0 | 0 | 3 | 002:500 | −3    | 0      |

|                     | Ergebnis |                     |
| ------------------- | -------- | ------------------- |
| UFC Münster         | 2:1      | Futsal Hamburg      |
| Eintracht Frankfurt | 7:1      | SpVgg Ingelheim     |
| UFC Münster         | 1:1      | Eintracht Frankfurt |
| Futsal Hamburg      | 1:2      | SpVgg Ingelheim     |
| Futsal Hamburg      | 0:1      | Eintracht Frankfurt |
| SpVgg Ingelheim     | 0:3      | UFC Münster         |

### Halbfinale
|                      | Ergebnis |                   |
| -------------------- | -------- | ----------------- |
| Eintracht Frankfurt  | 0:3      | VfV 06 Hildesheim |
| Futsal Panthers Köln | 3:1      | UFC Münster       |

### Spiel um Platz drei
|             | Ergebnis |                     |
| ----------- | -------- | ------------------- |
| UFC Münster | 3:4      | Eintracht Frankfurt |

### Finale
|                      | Ergebnis         |                   |
| -------------------- | ---------------- | ----------------- |
| Futsal Panthers Köln | 14:13 n.S. (2:2) | VfV 06 Hildesheim |